# Jemima Grey, Duquesa de Kent
Jemima Grey, Duquesa de Kent (nascida Jemima Crew; 1675 — 2 de julho de 1728) foi uma nobre britânica. Ela foi a primeira esposa de Henry Grey, 1.º Duque de Kent.

## Família
Jemima foi a filha de Thomas Crew, 2.° Barão Crew e de sua segunda esposa, Anne Armine, de quem foi o segundo marido.
Os seus avós paternos eram John Crew, 1.° Barão Crew e Jemima Waldegrave. Os seus avós maternos eram Sir William Armine. 2.° Baronete e Anne Crane.
Jemima teve duas meia-irmãs por parte do primeiro casamento do pai com Mary Townshend: Anne e Temperance Crew. Suas irmãs por parte de ambos os pais eram Armine, Catherine, e Elizabeth, esposa de Carlos Butler, 1.º Conde de Arran. 
Por parte do primeiro casamento da mãe com Sir Thomas Wodehouse, ela teve um meio-irmão, Sir John Wodehouse, 4.° Baronete, e uma meia-irmã, Anne.

## Biografia
Jemima se casou com Henry Grey, filho de Anthony Grey, 11.° Conde de Grey e de Mary Grey, 1.° Baronesa Lucas de Crudwell, em 16 de abril de 1695. 
Quando ela se casou, uma pintura de Jemima com suas irmãs, Armine e Elizabeth, quando eram crianças, foi levado para a sua nova residência, em Wrest Park, em Bedfordshire. O quadro foi restaurado e devolvido à residência por English Heritage em 2017. 
Jemima se tornou condessa de Kent e baronesa Lucas de Crudwell em 1702, marquesa de Kent, condessa de Harold e viscondessa Goderich em 1706, e por fim, duquesa de Kent em 1710.
Os jardins de Wrest Park, originalmente construídos pelo duque, mais tarde foram ampliados e remodelados pela neta do casal, Jemima Yorke, 2.ª Marquesa Grey.
A duquesa morreu em 2 de julho de 1728, e foi enterrada no Mausoléu de Grey, na Igreja de São Batista, na vila de Flitton.  
O seu marido viúvo se casou com Sohpia Bentick, com quem teve mais dois filhos.
Um retrato de Jemima, pintado por Charles d'Agar, faz parte do Fundo Nacional para Locais de Interesse Histórico ou Beleza Natural, localizado em Calke Abbey. 

## Descendência
- Anthony Grey, Conde de Harold (21 de fevereiro de 1695/96 - 21 de julho de 1723), morreu engasgado com cevada. Foi casado com Mary Tufton, porém não teve descendência;
- Henry Grey (c. 1697 - 1717);
- Amabel Grey (1698 - 2 de março de 1726/27), foi esposa de John Campbell, 3.° Conde Breadalbane e Holland, com quem teve dois filhos, incluindo Jemima Yorke, 2.ª Marquesa Grey;
- Jemima Grey (c. 1700 - 7 de julho de 1731), foi casada com John Ashburnham, 1.° Conde de Ashburnham como sua terceira esposa, com quem teve um filho;
- Mary Grey (1719 - 1 de janeiro de 1761), foi casada com David Gregory, reitor de Christ Church, na Universidade de Oxford, com quem teve dois filhos;
- Ann Grey (m. 20 de setembro de 1733), foi esposa do cientista Charles Cavendish, e mãe de outro cientista, Henry Cavendish.